# De begeerde berg
De begeerde berg is het tweehonderdzevenentwintigste stripverhaal uit de reeks van Suske en Wiske. Het scenario is gemaakt door Paul Geerts en Marc Verhaegen samen, de tekeningen zijn van Verhaegen alleen. 
Het is gepubliceerd in De Standaard en Het Nieuwsblad van 6 augustus 1994 tot en met 28 november 1994. De eerste albumuitgave in de Vierkleurenreeks was in mei 1995, met nummer 244.

## Locaties
- België, de Zwitserse Alpen, de Mont Blanc, hoge berg in Alpen

## Personages
- Suske, Wiske, tante Sidonia, Lambik, Jerom, boer, pachtheer Theo Vaessen, Theofiel Boemerang, Celestien, Achiel, Pufke, koning van milieumannetjes, milieumannetjes, ijsmannetjes, Waso en Veugel (vogeltjes), Krimson

## Het verhaal
Een man gaat naar pachtheer Vaessen en hoort dat Theofiel Boemerang en Celestien bij hem werken omdat ze aan lager wal zijn geraakt. Theofiel neemt de man mee naar zijn caravan en ze praten over zaken in de Alpen. Lambik is bij tante Sidonia en Jerom is naar de Alpen omdat hij wil oefenen om de hoogste berg op Antarctica te kunnen beklimmen. De vrienden zien een luchtballon en deze landt in de tuin. Er zit een vreemd mannetje in dat een vreemde taal brabbelt, Lambik vindt niks in het woordenboek. Suske ontdekt de vertaling met de computer, het mannetje spreekt over een milieuramp. Het mannetje eet erg veel en vertelt dat hij Pufke heet omdat hij kortademig is. Het volk van het mannetje stamt af van nomaden en verspreidden zich over het vasteland. De koning vestigde zich in de Alpen en ze werden milieumannetjes, ze houden de bergen schoon. Ze wonen vlak bij de Mont Blanc en Pufke las ‘’De brullende berg’’ en besloot de hulp van Suske en Wiske in te schakelen, er zijn problemen met zware machines op de berg. De vrienden beloven te helpen en horen dat de ijsmannetjes vijanden zijn van de milieumannetjes, ze kunnen met heliumgas mens en dier bevriezen. De vrienden gaan met Pufke met drie ballonnen naar de Alpen. Theofiel rijdt met een vrachtwagen door de bergen en komt boven de boomgrens terecht, hij moet diepvriezers naar de Mont Blanc brengen. Jerom rent door de bergen en traint zijn conditie, hij redt Theofiel die met zijn vrachtwagen in een ravijn dreigt te storten. Jerom vertrouwd Theofiel niet en ze merken dan dat ze worden omsingeld, beide mannen worden bevroren door de ijsmannetjes. De ijsmannetjes brengen de diepvriezers en de mannen naar boven.
De ballonnen komen in problemen bij de Mont Blanc en Lambik kan de kinderen redden maar stort zelf naar beneden, hij vindt wrakstukken van een deltavlieger en repareert die met het overschot van Wiskes ballon. De vrienden zien een verlaten vrachtwagen en worden door de ijsmannetjes beschoten. De ballonnen raken lek en de vrienden storten neer, tante Sidonia raakt bewusteloos en Wiske wordt geraakt door een ijspegel. Suske kan de mannetjes alleen niet aan, maar Lambik komt aanvliegen en helpt hem. De mannetjes vluchten en tante Sidonia en Wiske komen weer bij, Pufke heeft zich verstopt in het mandje van zijn luchtballon. Pufke brengt de vrienden naar een geheime gang van het paleis en toont het magazijn van de luchtballonnen, hij stelt de vrienden voor aan de koning. De koning vertelt dat er mannetjes verdwijnen tijdens de schoonmaakacties, de koning vreest voor het milieu en durft zijn onderdanen bijna niet meer de berg op te sturen. Suske en Wiske klimmen de berg op en zien ijsmannetjes met hun kanonnen, ze leiden hen af en ontvoeren een mannetje. Het mannetje wordt naar de koning gebracht en wordt herkend als een van het eigen volk. Het mannetje vertelt dat iemand de top van de berg wil afzagen om de berg kleiner te maken. De vrienden beklimmen de Mont Blanc en zien de bewakers. Ze splitsen zich op, maar Wiske wordt gevangen. Lambik en Pufke worden ook ontdekt, maar ze kunnen de mannetjes verslaan met een lawine, ze gaan een grot in en ontdekken allemaal mannetjes in diepvriezers. Ze zien hoe Wiske wordt binnengeleid en ontdekken dat Krimson achter de plannen zit. Lambik wordt ook gevangen en ziet dat Jerom in een vrieskist zit opgesloten, Theofiel is ook aanwezig.
Suske vindt de grot en hoort dat Krimson de op een na hoogste berg van de Alpen kocht. De Mont Blanc was niet te koop en daarom wil hij de top van de berg afblazen zodat hij de hoogste berg bezit. Suske bevrijdt Wiske uit de ijskast en samen halen ze de anderen uit de kou en na een tijdje is iedereen ontdooit. De vrienden gaan naar de koning en Lambik en Jerom beklimmen de Mont Blanc. Krimson laat de knollenkoppen dynamiet op de berg aanbrengen, maar als hij op de ontsteker drukt gebeurt er niks. Lambik brengt Krimson een afstandsbediening, maar na gebruik ontploft niet de Mont Blanc maar de grot met diepvriezers. Krimson gaat met Achiel naar zijn eigen berg en wil zijn laserkanon gebruiken. Lambik waarschuwt de anderen met een hoorn en de ijsmannetjes worden naar hun koning teruggestuurd om op te warmen. Jerom maakt van de tent van Krimson een luchtballon en vliegt met Lambik naar de andere berg. De milieumannetjes hebben tijdens opruimwerkzaamheden een munitieopslagplaats uit de Tweede Wereldoorlog gevonden en ze willen deze wapens gebruiken. Ze zien Krimson en Achiel op een sneeuwscooter en werpen dan de bommen af op de berg van Krimson. Het huis van Krimson wordt vernietigd en de schurk stort dan in. De vrienden landen en zien dat de ijsmannetjes weer hun normale uiterlijk krijgen nu ze een tijdje uit de kou zijn. Ze kunnen de bergen weer schoonmaken nu Krimson verslagen is. De koning bedankt de vrienden, dankzij hen is een milieuramp voorkomen. De koning veroordeelt Krimson, hij moet met Achiel de natuur schoonhouden en wordt met een prikstok de bergen in gestuurd. De vrienden nemen afscheid en gaan met de ballonnen naar huis, ze krijgen een brief van de uitgeverij en lezen dat er een luchtballon met hun afbeelding wordt gemaakt. Lambik rijdt meteen naar de uitgeverij als hij hoort dat alleen Suske en Wiske worden afgebeeld.

## Achtergronden bij het verhaal
- De pachtheer in dit verhaal is een cameo van journalist Theo Vaessen, die later in 2005 een biografie over Paul Geerts zou maken.[2]

## Uitgaven
1. ↑  zie De bezeten bezitter
2. ↑  VAESSEN, Theo, “Paul Geerts, 30 Jaar peetvader van Suske en Wiske”, Standaard Uitgeverij, 2005, blz. 6.